# Leinach
Leinach (unterfränkisch Leini genannt) ist eine Gemeinde im unterfränkischen Landkreis Würzburg. Sie entstand im Zuge der bayerischen Gebietsreform am 1. Mai 1978 durch den Zusammenschluss der Gemeinden Oberleinach und Unterleinach. Der Ortsname Leinach ist seit dem Jahr 775 im Codex Eberhardi als Linaha urkundlich belegt. Die Leinacher nennen sich selbst „Leiner“.

## Geographie und Geologie

### Geographie
Die linksmainische Gemeinde liegt in der Region Würzburg im nach dem Bach Leinach benannten Leinachtal, 16 Straßenkilometer nordwestlich von Würzburg. Durch den Ort fließt der Leinacher Bach, genannt auch die Leinach. Zwischen Unterleinach und Oberleinach verläuft die Aufwölbung des Thüngersheimer Sattels. Die Leinacher Flur gehört zum Naturraum Marktheidenfelder Platte.

#### Nachbargemeinden
Nachbargemeinden sind (von Norden im Uhrzeigersinn): Zellingen, Erlabrunn, Margetshöchheim, Zell am Main, Hettstadt, Greußenheim und Birkenfeld.

#### Gemeindegliederung
Die beiden Gemeindeteile sind das Pfarrdorf Leinach und die Einöde Steinhaugshof. Es gibt die Gemarkungen Oberleinach und Unterleinach.

### Geologie
Das dominierende Gestein ist der Muschelkalk, der hochprozentige, terebratelhaltige Kalksteinbänke bildet. Am dem sich zwischen Greußenheim und Leinach erstreckenden Höhenzug befinden sich in dem etwa 225 Millionen Jahre alten Muschelkalk Versteinerungen von Ceratiten und Perlbooten. Der ursprünglich nah am nördlichen Ausgang des Leinachtals vorbeifließende Main trug als Vorfluter, in den Oberflächenwasser durch die durch Erosion gebildeten Gräben abfloss, zur Entstehung der heutigen Landschaft Leinachs bei. Auf dem Muschelkalk der Leinacher Flur befinden sich Bereiche mit Mainfränkischem Trockenrasen, deren lückiger Aufwuchs zu den ältesten Zeugen unveränderten Aufwuchses seit der letzten Eiszeit gehört. Die in sonnigen, weinbaufähigen Lagen (etwa Kehlberg, Himmelberg, Am Trieb, Steig, Glumpberg und Berg) mit Bodenauflage durch Mähung und Beweidung entstandenen Magerrasen sind inzwischen brachgefallen und verfilzt.

## Name

### Etymologie
Der Ortsname Leinach (von althochdeutsch Linaha, entstanden im 1. Jahrhundert v. Chr. nach Zuwanderung elbgermanischer Stämme in das von Kelten besiedelte Land, bzw. als Ort der aus Bauern (Hübnern) und Söldnern bestehenden und dort auf keltisch-germanischen Wohnplätzen angesiedelten fränkischen Markgenossenschaft Linaha marca) leitet sich vom, von den zugewanderten Stämmen benannten, Bach Leinach ab, der durch den Ort fließt und in Zellingen in den Main mündet. Das Grundwort ach (älter aha) bezeichnet ein fließendes Gewässer; das Bestimmungswort Lein (älter lin) geht entweder auf lin („Lein, Flachs“) oder hlina („Lehne, Berghang“) zurück. Eine zuvor wohl bestehende keltische Benennung des Baches ist nicht belegt. Spekulativ bleibt die Möglichkeit, dass die elbgermanischen Stämme ein germanisches aha/ach (im Sinne von „Bach“) an ein keltisches lin (von lindo „See, Teich“) oder lein (von leinos „Hain, Wald, Heiligtum“) angehängt hatten.
Seit dem 13. Jahrhundert wurde zwischen den beiden etwa einen Kilometer voneinander entfernten Orten Oberleinach (erstmals unterschieden von Lynach 1186; 1421: obirn Lynach, 1473: Obernleynach) und Unterleinach (1421: nydirn Lynach, 1473: Nydernleynach), nach ihrer Höhenlage, unterschieden. Im Jahr 1359 wurde (unter Graf Eberhard von Wertheim) offiziell auch zwischen den Orten „Lynach“, „Nydern Lynach“ und „Obern Lynach“ unterschieden. Bis ins 18. Jahrhundert war mit Leinach (auch „Lynach“ oder „Lleynach“) dann häufig Unterleinach gemeint, seltener Oberleinach. Oft wurde auch die Formulierung „Beide Leinach“ gebraucht.

### Frühere Schreibweisen
Frühere Schreibweisen des Ortes aus diversen historischen Karten und Urkunden:
| - um 1160 „linaha“ - 1170 „Lynaha“ - 1186 „Linaha“ - 1199 „Lina“ - 1202 „Linah“ | - 1205 „Linach“ - 1302, 1370 „Lynach“ - 1452 „Leynach“ - 1589 „Leinach“ |

## Geschichte

### Urgeschichte und Frühgeschichte
Die ältesten archäologischen Funde aus der Leinacher Markung sind Mikrolithen aus der Mittelsteinzeit. Steinbeile, wie sie etwa in Unterleinach gefunden wurden, aus der Jungsteinzeit zeugen ebenfalls von der frühen Besiedlung der flachwelligen, weiten Hochfläche Leinachs.
Aus der Zeit um 650 v. Chr. (ältere Hallstattzeit) stammt ein Bronzeschwert mit Ortband aus einem Grabhügelfeld im Unterleinacher Hennig. Ein Großgrabhügel vorgeschichtlicher Zeitstellung auf dem Feldberg ist eines von ehemals fünf Oberleinacher Hügelgräbern. Der Leinacher Bereich war im 6. Jahrhundert v. Chr. von frühen Kelten des Westhallstattkreises besiedelt, die in dem Gebiet zahlreiche Hügelgräber hinterlassen haben. Funde aus einem Hügelgrab am Greußenheimer Weg in Unterleinach stammen aus der Zeit um 559 v. Chr. (jüngere Hallstattzeit). Das Hügelgrab wurde um 1900 entdeckt und 1928, nachdem es zunächst für eine Ansammlung von Lesesteinen gehalten wurde, näher untersucht. Ein kleiner Teil der Grabinhalte (Bronzefibeln oder Gewandschließen) ist ins Mainfränkische Museum gelangt, Schmuckstücke und Skelettreste im Luitpold-Museum gingen beim Bombenangriff auf Würzburg am 16. März 1945 verloren. Eine hallstattzeitliche Siedlung befand sich am Ausgang des heutigen, nach dem am Steinernen Weg liegenden, im 14. Jahrhundert Keltberg genannten, Kehlberg (Kehlberg ist ein geschützter Landschaftsbestandteil Oberleinachs) benannten, Kehlberggrunds. Dies belegt ein im Sommer 1897 dort „Am toten Mann“ (benannt nach einem Skelettfund und der Sage vom „Toten Mann am Keltberg“) am Steinernen Weg auf dem Südwestabhang des Kehlbergs in Oberleinach von dem Schmiedemeister Sebastian Öhrlein beim Beackern seines Feldes entdecktes späthallsteinzeitliches, mit verschiedenen, von Paul Reinecke 1898 bekanntgemachten Beigaben versehenes frühkeltisches   „Fürstengrab“, das zudem bestätigte, dass die für die süddeutsche Hallstattkultur typische Bestattungsform des Wagengrabs bis zum Main verbreitet war. In den Waldabteilungen von Unterleinach wurden zwischen 1884 und 1951 32 Hügelgräber (im Hägholz und im Hennig) gefunden.
Im Mai 1911 wurden am Westrand Unterleinachs auf dem Hausberg, genannt auch Haugsberg, oberhalb des ehemaligen Fronhofes (in der Nähe der Kirche Allerheiligen in der Hauptstraße) zwei Reihengräber aus der Zeit der ersten Besiedlung durch Franken im 6./7. Jahrhundert n. Chr. freigelegt. Leinach entstand in der Merowingerzeit zwischen den alamannischen Siedlungsplätzen Remlingen und Zellingen. Der Ortsname „Leinach“ (althochdeutsch Linaha) entstand nach der Zuwanderung elbgermanischer Stämme im 1. Jahrhundert v. Chr.

### Mittelalter und Frühneuzeit
Erstmals urkundlich erwähnt wurde Leinach im Jahr 775 (belegt als Linaha im Codex Eberhardi, in dem Karl der Große das kleine Kloster Holzkirchen an das Kloster Fulda übertrug) als Teil der Besitzungen des über den Waldsassengau, in dem auch Leinach lag, herrschenden Gaugrafen Throand (latinisiert Throandus). Die Besitzungen waren Ausstattungsgut vom Kloster Holzkirchen, einem Nebenkloster des Klosters Fulda. Das Kloster Holzkirchen verfügte zu dieser Zeit über Besitz (drei Mansen oder Huben in der später Riedstraße genannten Rittergasse) auf dem Gebiet Unterleinachs. Bruchstücke (Scherben) der Karolingerzeit von oberrheinischen Drehscheibenwaren aus dem 8./9. Jahrhundert wurden 1992 nordwestlich der Unterleinacher Feldmühle gefunden.
Im 9. Jahrhundert gingen, wie der Mönch Eberhard in sogenannten Summarien überlieferte, verschiedene Schenkungen, darunter Besitzungen, Wein- und Obstgärten, bzw. Stiftungen von Leinach (Linaha, womit vor allem das „untere Leinach“, Niedernleinach bzw. Unterleinach, gemeint war) an das 744 gegründete Kloster Fulda der Benediktiner, das auch im 14. Jahrhundert noch über Grundbesitz in Leinach verfügte. Zehentbezieher (Getreide- und Weinzehent) in Unter- und Oberleinach war von 1160 bis 1803 das benediktinische Würzburger Kloster St. Burkard (ab 1464 Ritterstift St. Burkard), das ab 1238 Inhaber bischöflicher Besitzungen und des Fronhofes in Unterleinach, der vom Kloster St. Burkhard bis 1803 als Zehnthof weitergeführt wurde, war. Die Ritter von Leinach verschenkten zum Heil ihrer Seele ab 1186 ihren Landbesitz an verschiedene Klöster und Stifte, wo auch Angehörige der Ritterfamilie als Mönche, hochrangige Geistliche, Richter und Stifter wirkten. Ab 1300 verfügte das bis 1803 bestehende Kloster Ebrach über Besitz aus einer Schenkung des Ritters Cuntz von Leinach und ab 1370 mit dem seither Ebracher Hof genannten, nördlich der alten Kirche in der Ringstraße 24 gelegenen, Anwesen über den als Notverkauf abgetretenen großen Hof des Edelknechts Gotz Hotz (auch Gotzo Hotzo und Gotze Hotze von L[e]ynach zu Niedernlynach oder Gotzo von Leinach genannt) und seiner Frau Margarethe. Von 1335 bis 1536 bezog das Kloster Heilsbronn Einkünfte (Gefälle) aus Unterleinach (bezeichnet auch als Leynach inferior und Nydernleynach). Auch die im 8. Jahrhundert gegründete Benediktinerabtei Neustadt am Main (ab 1186), das Schottenkloster Würzburg (ab 1186), das Kloster Oberzell (ab 1197), das Kloster Bronnbach (ab 1210), das Franziskanerkloster Würzburg (ab 1354), das Kloster Himmelspforten (ab 1355), das Augustinerkloster Würzburg und das Frauenkloster Schönau (ab 1377), das Karmelitenkloster St. Barbara (Würzburg) (ab 1445), das Frauenkloster Unterzell (ab 15. Jahrhundert), das Kloster Triefenstein (bis 1665) und viele weitere Klöster waren in Unterleinach (bzw. „Niedernleinach“) begütert.
In Unter- und Oberleinach existierten Rittersitze mit Besitztümern im Leinachtal, dem vom Leinacher Bach durchflossenen Tal. Von 1156 bis 1457 (andernorts bis 1511) sind die Ritter, Edelknechte und Dienstmannen des niederadeligen Ministerialengeschlechts von Leinach (Herren von Leinach) im Leinachtal belegt, die sich teils, etwa 1367 in ihrer Oberleinacher Linie, auch von Gerchsheim (auch „von Geurichsheim“) nannten. Zu diesem Rittergeschlecht gehörten etwa Wolfram von Leinach (als Urkundenzeuge 1156 belegter Gefolgsmann der Grafen von Henneberg), Arnold von Leinach (Arnold de Linach, Ministeriale und Mundschenk des Würzburger Bischofs Berthold II., verheiratet mit Anna von Thelheim, der Schwester des Würzburger Domkantors Konrad von Thelheim) und Arnolds Sohn Wolfram von Leinach (Domkapitular, Domkantor und Landrichter der Domkirche in Würzburg, Besitzer des Landguts Hettstadt und von Weinbergen im Bistum, unter anderem in Oberleinacher Gemarkung) sowie der (als Bertholdus von Linach) ab 1303 im ältesten Würzburger Lehenbuch genannte Ritter (miles) Berthold II. von Leinach. So genannte Eigenleute (Leibeigene) hatten in Oberleinach und Unterleinach im 14. Jahrhundert der Bischof von Würzburg, die Grafen von Henneberg, die ihre Eigenleute an die Herren von Thüngen weiterverliehen hatten, die Grafen von Rieneck und die Grafen von Wertheim, die ihre Eigenleute in Oberleinach an den Würzburger Bischof verkauften. Die Grafen von Wertheim waren seit dem Jahr 1224 Teilvögte im Leinachtal (1403 wurden ihnen durch den Bischof Johann I. von Egloffstein mit dem Amt Homburgh am Main Oberleinach bis 1426 und Unterleinach bis 1484 verpfändet). Im Jahr 1317 erhielt Fritz von Thüngen Lehensbesitz in beiden Leinach. Für das Jahr 1359 finden sich auf einer Steuerliste der Grafen von Wertheim 15 Leibeigene in Lynach, zwei in NydernLynach und drei in ObernLynach. Oberleinach, 139 Jahre beherrscht von den Dorf- und Vogteiherren von Thüngen, wurde 1442 an den Ritter Karl von Dottenheim verkauft. Auch die Herren des Klosters Veßra in Thüringen („Herren von Fezzer“) hatten (ab 1357) Besitz in (beiden) Leinach. Das Kloster hatte im Jahr 1219 Güter in „Lynahe“ erworben. Zudem hatten viele niederadelige Familien zeitweilig Besitz im Leinachtal, so etwa Hans von Gerchsheim (Hans von Leinach bzw. „Hans von Lynach“), der im Jahr 1433 Güter in Ober- und Unterleinach an den Junker Apel von Karsbach, Truchseß von Rieneck, versetzte.
In Oberleinach besaß Johannes von Allendorf, Propst des Ritterstifts St. Burkard in Würzburg und Kanzler des Fürstbischofs Rudolf von Scherenberg) ab 1464 Güter und andere Liegenschaften, welche die wirtschaftliche Grundlage für das von ihm 1496 gestiftete kleine Spital zu den 14 Nothelfern an der Alten Mainbrücke in Würzburg bildeten, das später auch „Hofspital“ und zuletzt „Königliche Wohltätigkeitsstiftung“ genannt wurde und welchem Oberleinach bis 1898/1899 angehörte. Den in Unterleinach befindlichen Stiftshof des 14-Nothelfer-Spitals hatte Johannes von Allendorf 1473 gekauft. 1493 kaufte er die alleinige Dorfherrschaft über Oberleinach. Das Kloster, ab 1464 Ritterstift, St. Burkard war neben dem Würzburger Bischof und den Grafen von Henneberg zwischen 1160 und 1803 der größte Machthaber im Leinachtal.
Aus der Ritterfamilie von Leinach gingen hohe geistliche Würdenträger hervor, die am Würzburger Dom und am bereits 1206 über Besitz in „Niedernleinach“ verfügenden Stift Neumünster zu Würzburg wirkten, so ab etwa 1247 der Landrichter, Domkapitular und Kantor der Würzburger Domkirche Wolfram von Leinach (1247–1307, latinisiert: Wolframus de Linach), begraben im Würzburger Dom, und ab April 1309 der Priester, Kanoniker (Chorherr) und Kantor Heinrich von Leinach († 22. September 1337) als Stifter des Altars St. Michael und Jacobus und 1334 der gleichnamigen Vikarie begraben im Würzburger Neumünster. Ober- und Unterleinach, ab dem 16. Jahrhundert Würzburger „Kammerdörfer“ (der 1. Kammer des auf dem Frauenberg residierenden Fürstbischofs zugehörig), gehörten bis 1403 zum Amt Karlburg/Karlstadt (ab 1687 zum Amt Veitshöchheim). Die Orte wurden 1403 von dem Bischof Johann I. an die Grafschaft Wertheim verpfändet (Oberleinach bis 1426, Unterleinach bis 1484). Viele Eigenleute des Würzburger Bischofs in Unter- und Oberleinach unterstanden 1468 dem würzburgischen Amt Rothenfels. Evangelische Predigten wurden von den Leinacher Mägden und Knechten zunächst in Remlingen (später in Billingshausen) gehört, das bereits 1529 über einen evangelischen Prediger verfügte. Weitere Nachrichten über evangelische Christen in Ober- und Unterleinach finden sich dann erst wieder für das 17. Jahrhundert im Diözesanarchiv Würzburg in den Visitationsprotokollen der katholischen Pfarrei Unterleinach. (Auch heute noch, Stand 1998, werden die evangelischen Christen durch Pfarrer aus Billingshausen betreut). Die während der 1573 begonnenen Regierungszeit des Fürstbischofs Julius Echter für die Leinachdörfer erlassene „Dorffsordnung“ war eine modifizierte Zellinger Dorfordnung. Eine Pestepidemie im Leinachtal forderte 1596 über 190 Tote in Unterleinach und 1597 starben an Pest und „roter Ruhr“ über 35 Menschen in Oberleinach. 1627 und erneut im Februar 1628 im Dreißigjährigen Krieg sowie 1669 herrschte erneut die Pest im Leinachtal, wobei zwischen 1669 und 1674 allein in Unterleinach über 120 Personen am „pestilenz morbo“ starben. Als Pestfriedhof diente der St.-Peters-Friedhof an der Peterskapelle. Die Herren von Thüngen konnten, im Gegensatz zu ihren Oberleinacher Besitzungen, ihren Besitz in Unterleinach samt Einkünften bis in die Mitte des 17. Jahrhunderts halten. Im Jahr 1588 und bis ins 17. Jahrhundert gehörten Ober- und Unterleinach zum Zentgericht Retzbach, wohin bei Bedarf ein Schöffe geschickt werden musste. Fälle von „Malefizsachen“ (Mord, Diebstahl und Körperverletzung) wurden jedoch an das Zentgericht Karlstadt überwiesen. Fälle von Gotteslästerung, Frevel, Ausschlagen der Fenster und andere Missetaten überwies das Zentgericht Retzbach an die Dorfgerichte zurück.
Im Jahr 1597 war Leinach stark von der Pest betroffen. Auch nach dem Ende des von 1618 bis 1648 währenden Dreißigjährigen Krieges, in dem 1631 die Leinachdörfer durch die Schweden geplündert wurden, fanden weiterhin Plünderungen statt, wie auch zwischen 1672 und 1676 und später durch im Leinachtal plündernde Franzosen, wobei sich die kaiserlichen Truppen nicht besser verhielten. Der bauliche und finanzielle Zustand sowohl Oberleinachs als auch Unterleinachs war auch 1690 noch ruinös.

### 19. Jahrhundert
Seit 1687 Teil des Hochstiftes Würzburg (Amt Veitshöchheim), das zum Fränkischen Reichskreis gehörte, wurde Leinach (Ober- und Unterleinach) 1803 zugunsten Bayerns säkularisiert, dann im Frieden von Preßburg (1805) Erzherzog Ferdinand von Toskana zur Bildung des Großherzogtums Würzburg überlassen, mit dem es 1814 endgültig an Bayern fiel.
Im 19. Jahrhundert traten in Oberleinach und Unterleinach Pocken, auch nach der 1810 in Deutschland eingeführten Pockenimpfung, mehrmals als Epidemie auf. Im Jahr 1814 kam es aufgrund eines ansteckenden „Nervenfiebers“ zu zahlreichen Todesfällen.
Während der Kriegsjahre 1864 und 1866 wurden Soldaten bayerischer und preußischer Truppen in den Leinachdörfern einquartiert.
Um 1892 gehörten die Pfarreien Unter- und Oberleinach zum neu gegründeten Landkapitel Lengfurt. Die in Unter- und Oberleinach lebenden Protestanten wurden 1907 nach Billingshausen (Birkenfeld) gepfarrt.

### 20. Jahrhundert
Ein bei der zweiten Flurbereinigung Unterleinachs (1976 bis 1981) beseitigter Erdkeller in der Nähe des Johannishofes soll von einem Schäfer als Unterstand gebaut worden sein, kann aber auch eine überdeckte Doline gewesen sein. Die dritte Flurbereinigung der Leinacher Gemarkung (1983 bis 1994) ermöglichte die Neubaustrecke der Deutschen Bundesbahn mit Leinachtalbrücke und Untertunnelung am Espenloh und Eichelberg. 1986 waren die Leinachtalbrücke, der Espenlohtunnel und der Eichelbergtunnel fertiggestellt.
Im  Ersten Weltkrieg (1914–1918) wurden 192 Unterleinacher und 125 Oberleinacher eingezogen.
Bereits seit August 1943 fanden auch im Gebiet des Leinachtals Überflüge englischer Flugzeuge, Luftkämpfe mit deutschen Jagdflugzeugen und von Unter- und Oberleinach aus zu sehende Luftangriffe auf das Maintal statt.
Evangelische Familien und Traditionen waren in Leinach vor dem Zweiten Weltkrieg noch selten. Von 1974 bis 1976 entstand an einem Hang zwischen Unterleinach und Oberleinach oberhalb des Friedhofs von Unterleinach unter dem Pfarrer Ludwig Müssig der gemeinsame katholische Kirchenneubau Communio Sanctorum („Gemeinschaft der Heiligen“) mit dem gleichnamigen Pfarrzentrum, das am 23. Mai 1976 von Bischof Josef Stangl in Anwesenheit des Diözesanarchitekten Friedrich Ebert geweiht wurde. In den Altar wurden durch Stangl Reliquien der Märtyrer Felix, Gordian und Fausta, des Bischofs Burkard, des Märtyrerpriesters Liborius Wagner und der heiligen Teresia vom Kinde Jesu eingeschlossen. Einige Kunstwerke im neuen Kirchenraum, wie seit 1978 das Tafelbild Mariens Tod von dem Barockmaler Johann Michael Wolcker und eine Pieta und im Pfarrzentrum unter anderem das Tafelbild Anbetung der Könige, ebenfalls von Wolckert, sowie zwei Rokoko-Engel von dem Würzburger Hofbildhauer Johann Wolfgang von der Auwera sowie ein aus dem 18. Jahrhundert stammender vergoldeter Pelikan, der oberhalb eines 1976 geschaffenen modernen Tabernakels der Würzburger Goldschmiede Theo Sebald und Rudolf Engert sitzt, stammen aus der alten Pfarrkirche und der Peterskapelle in Unterleinach. Auch das alte, 1757 geschaffene, Friedhofkreuz vor dem Pfarrzentrum stammt aus Unterleinach. Die Orgel stammt aus der Werkstatt von Michael Weise.
Am 1. Mai 1978 entstand im Zuge der Gebietsreform in Bayern durch den Zusammenschluss der 1818 entstandenen Gemeinden Oberleinach und Unterleinach die bis 31. Dezember 1979 zur Verwaltungsgemeinschaft Margetshöchheim gehörende Gemeinde Leinach. Die Verwaltung erfolgte ab 1980 dann wieder im 1972 mit Blick auf die absehbare Vereinigung der Gemeinden geplanten und 1974 errichteten dritten Rathaus, das am Floß auf dem Gebiet von Unterleinach an der Grenze zu Oberleinach steht und bei der Einweihung am 20. Dezember 1975 übergeben wurde.
Im September 1985 wurde das 1967 in Unterleinach als Kindererholungsheim entstandene „Haus Bergfrieden“ vom Landkreis Würzburg für 2,4 Millionen DM gekauft und zu einem Jugendgästehaus und Schullandheim des Landkreises Würzburg umfunktioniert, das im Mai 1989 auch eine Turnhalle erhielt.
Am 16. Juni 1987 fand im von Guntrum Schunder geführten, bereits zu Beginn des 19. Jahrhunderts bestehenden, Gasthaus zum Adler in der Raiffeisenstraße ein Familientreffen statt, an dem der Bundeskanzler Helmut Kohl mit seiner Frau Hannelore Kohl teilnahm.
Ab 1987 sorgte ein auf dem Hausberg in Unterleinach errichteter Sendemast für einen zufriedenstellenden Empfang der von der Frankenwarte ausgestrahlten Radio- und Fernsehprogramme.
Im Jahr 1989 wurde durch den Pfarrer Albin Krämer der Stamm „Julius Kardinal Döpfer Leinach“ der Deutschen Pfadfinderschaft St. Georg gegründet.
Ein von Theophil Steinbrenner 1998 geschaffenes Denkmal Leinach 2000 wurde 1999 vor dem Leinacher Rathaus aufgestellt.

### Bevölkerungsentwicklung
| Jahr      | 1840 | 1871 | 1900 | 1925 | 1939 | 1950 | 1961 | 1970 | 1980 | 1987 | 1991 | 1995 | 2000 | 2005 | 2010 | 2015 |
| Einwohner | 2263 | 2038 | 1809 | 1778 | 1729 | 1986 | 2030 | 1955 | 2299 | 2568 | 2806 | 3116 | 3243 | 3217 | 3157 | 3092 |

## Politik

### Gemeinderat
Die Gemeinderatswahlen 2020 und 2014 ergaben folgende Stimmenanteile und die sich daraus ergebenden  Sitzverteilungen:
| Partei / Liste                     | 2020          | 2020   | 2014          | 2014   |
| Partei / Liste                     | Stimmenanteil | Sitze  | Stimmenanteil | Sitze  |
| CSU                                | 18,5 %        | 3      | 24,0 %        | 4      |
| SPD/Freie Wähler                   | 08,1 %        | 1      | 13,5 %        | 2      |
| Christlich Freie Wählervereinigung | 34,2 %        | 6      | 36,4 %        | 6      |
| Unabhängige Bürger                 | 39,3 %        | 6      | 26,1 %        | 4      |
| Wahlbeteiligung                    | 72,9 %        | 72,9 % | 69,9 %        | 69,9 % |

### Bürgermeister
Erster Bürgermeister ist seit 1. Mai 2020 Arno Mager (Unabhängige Bürger Leinach). Bei der Bürgermeisterwahl 2020 erhielt Mager 50,9 % der abgegebenen gültigen Stimmen bei einer Wahlbeteiligung von 73 %.
Vorgänger waren:
- 1978–2002: Andreas Oestemer,[29] zuvor Bürgermeister von Unterleinach,[D 61]
- 2002–2020: Uwe Klüpfel (Christlich-Freie Wählervereinigung)

### Gemeindefinanzen
Im Jahr 2014 betrugen die Gemeindesteuereinnahmen 1.904.000 €, davon waren 213.000 € Gewerbesteuereinnahmen (netto).

### Wappen
| Wappen Gde. Leinach | Blasonierung: „In Rot zwischen einem silbernen romanischen Kirchenportal ein aufrecht gestellter goldener Schlüssel.“ |
| Wappen Gde. Leinach | Wappenbegründung: Die Farbgebung Gold-Rot weist auf die seit dem Mittelalter Besitzer von Oberleinach gewesene Adelsfamilie von Thüngen, die Farbgebung Silber-Rot auf das Hochstift Würzburg hin, welches bis in die Neuzeit Besitzer von Unterleinach war. Wappengeschichte: Die Gemeinde Leinach besteht seit 1978 aus den ehemals selbstständigen Gemeinden Oberleinach und Unterleinach und führt seitdem den Namen Leinach. Das Wappen geht auf beide Orte ein. Das Kirchenportal weist auf die Pfarrkirche von Oberleinach, deren Kirchenschiff Ende des 12. Jahrhunderts errichtet wurde. An der Südseite befindet sich ein reich verziertes romanisches Portal. Der Schlüssel ist das Attribut des heiligen Petrus. Er weist auf die Petruskapelle in Unterleinach hin. Dieses Wappen wird seit dem 16. September 1980 geführt. Die Gemeindefahne hat entsprechend die Farbgebung Weiß-Rot-Gelb. |

### Gemeindepartnerschaften
Nach der Wiedervereinigung Deutschlands 1989 schloss Leinach im Jahr 1990 Partnerschaften mit Wümbach (Thüringen, Partnerschaft 1999 nicht mehr belegt) und, insbesondere von der Freiwilligen Feuerwehr Unterleinach belebt, mit Bräunsdorf in Sachsen. Die Grundschule unterhielt in den 1990er Jahren einen regen Kontakt zu der Schule von Gräfinau-Angstedt in Thüringen. Partnergemeinden Leinachs sind seit 2003 (vorbereitet 1999) Saint-Cyr-du-Ronceray in der französischen Region Normandie und seit 2005 der Ortsteil Bräunsdorf der sächsischen Stadt Limbach-Oberfrohna.

## Baudenkmäler
In Leinach befindet sich unter anderem eine hohe Anzahl an Bildstöcken, zudem existieren überwiegend gut erhaltene, vor allem von dem Bildhauer Willi Grimm aus Kleinrinderfeld restaurierte und mit eigenen Sandsteinreliefs ergänzte Steinmale, Prozessionsaltäre bzw. Prozessionsnischen, Wegkapellen, Bildsäulen und Erinnerungsmale.
Auf dem Eschberg, kurz auch nur „Berg“ und „Wartturmberg“ genannten nördlichen Ausläufer des Volkenbergs in Erlabrunn befindet sich auf 323 Meter Höhe die Ruine des von angepflanzten Schwarzkiefern umgebenen Wartturms mit einem Turmrest von noch 2 bis 3 Metern. Er wurde bis zum Beginn des 20. Jahrhunderts auch „Löwenturm“ genannt. Der wohl im 15. Jahrhundert westlich einer auf Zellinger Gemarkung, inzwischen völlig verschwundenen, frühen Burganlage („Burgstatt“) erbaute, etwa 2 Kilometer von der Falkenburg entfernte Wartturm hat einen Durchmesser von 3,7 Metern und eine Mauerstärke von 80 Zentimetern. Der „Löwenturm“ hatte vermutlich einen Bezug zur Familie der Ritter von Leinach in Unterleinach, insbesondere der ein Löwenwappen führenden „Hotzen von Leinach“, und liegt zwischen den Flurabteilungen Espenloh im Süden und Eschberg im Norden. Von den Kirchen St. Laurentius und Allerheiligen sowie der Kapelle St. Peter aus soll es historischen Sage nach früher unterirdische Gänge zum Wartturm mit Verbindungen zum Main gegeben haben.

## Kirchengebäude

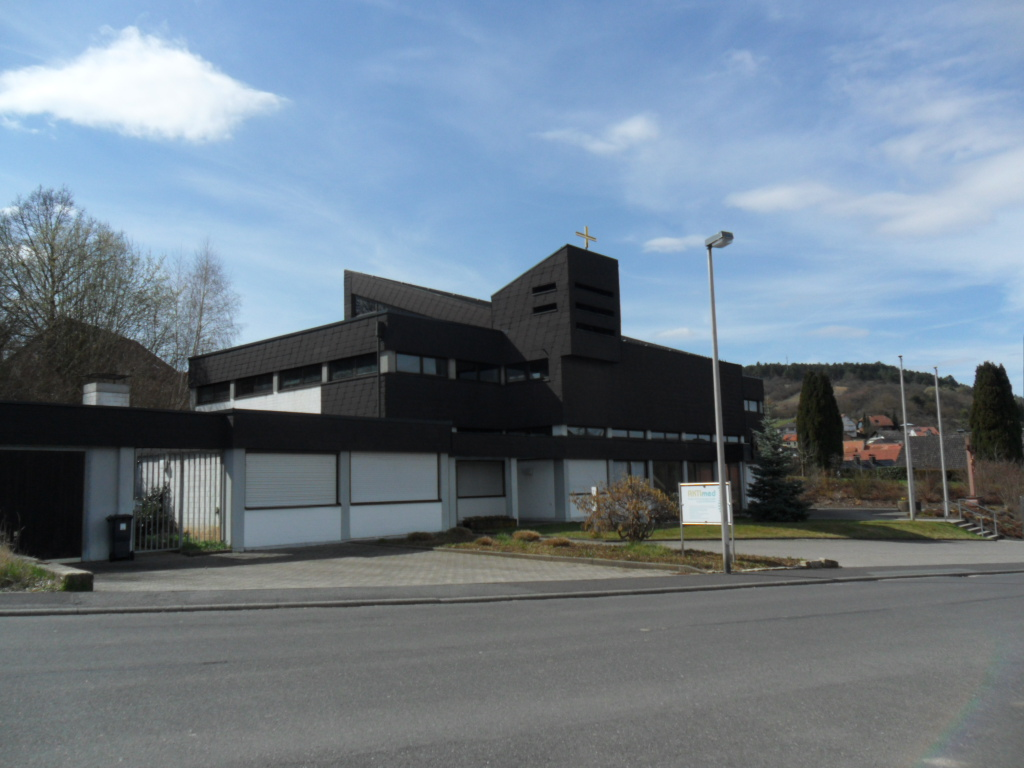
Gemeindezentrum Communio Sanctorum, 2013

- Pfarrkirche Communio Sanctorum, Burkardusstraße 4
- Pfarrkirche St. Laurentius, Kirchgasse 11
- Kirche Allerheiligen, Hauptstraße 32
- Kapelle St. Peter, St.-Peter-Straße 13

## Steinbrüche
Aus den Kalksteinbrüchen nordöstlich von Oberleinach (Schaumkalkbänke auf dem Volkenberg, einem Landschaftsschutzgebiet Leinachs), von Oberleinach und auf der Unterleinacher Gemarkung wurden Bausteine gebrochen. Obere Röttonsteine wurden zur Ziegelherstellung und zur Bodenverbesserung der Weinberge verwendet. Zur Bodenverbesserung und als Dünger benutzten bereits die Kelten Mergel, der durch kalkgesättigte Muschelkalkwässer von an der Grenze von rotem Buntsandstein zum vom ursprünglich tiefer liegenden Sandstein durchbrochenen hellgrauen Muschelkalk vorkommenden Tonsteinen entstanden war. Im Osten Leinachs gibt es zwischen Oberleinach und Erlabrunn in Richtung Volkenberg die Flurlage „Mergel“. Bis 1977 wurde im unteren Kerntal-Graben Sandstein gebrochen.

## Wirtschaft und Infrastruktur

### Wirtschaft
Es gab 2014 nach der amtlichen Statistik im produzierenden Gewerbe 108 und im Bereich Handel, Verkehr und Gastgewerbe 41 sozialversicherungspflichtig Beschäftigte am Arbeitsort. Sozialversicherungspflichtig Beschäftigte am Wohnort gab es insgesamt 1272. Im verarbeitenden Gewerbe gab es einen Betrieb, im Bauhauptgewerbe drei Betriebe. In Leinach hat die am 1. Januar 1949 in Unterleinach von Gerhard Weidauer gegründete Miederwarenfabrik Ulla mit ca. 80 Mitarbeitern ihren Sitz. Die Familie Weidauer kam, wie die ebenfalls einen Betrieb gründende Familie Henker, gegen Ende des Zweiten Weltkriegs nach Leinach. Beide Familien gehörten zu den damals in Leinach noch seltenen evangelischen Familien.
In Leinach wird in einem der ältesten Wein- und Obstanbaugebiete Frankens Weinbau betrieben. Ihren Wein verschifften die Leinacher ursprünglich von Zellingen und Erlabrunn aus über den seit dem Spätmittelalter als Transportstraße nachgewiesenen Main mit dem Schelch nach Würzburg. Vom 17. bis zur Mitte des 20. Jahrhunderts waren beide Leinach Weinorte. Ausgezeichnet wurden etwa der „Leinacher Himmelberg“ und ein Leinacher Bacchus, beide von der Winzergenossenschaft Thüngersheim ausgebaute Weine.
Für die Holzwirtschaft des waldreichen Leinachs sind vor allem Buchen- und Eichenmischwälder, wie sie mit der zu Beginn des 19. Jahrhunderts der Waldverödung entgegentretenden Aufforstung gepflanzt wurden, sowie im 19. Jahrhundert angepflanzte bzw. angesäte Schwarzkiefernwälder von Bedeutung, aus denen sich auf den Höhen der Leinacher Berge der größte zusammenhängende Schwarzkiefernbestand Deutschlands entwickelte. Im Jahr 2010 gab es 29 landwirtschaftliche Betriebe mit einer landwirtschaftlich genutzten Fläche von insgesamt 1795 ha, davon waren 1710 ha Ackerfläche und 47 ha Dauergrünfläche.
Die Geschäftsstelle Leinach der Volksbank Raiffeisenbank Würzburg eG entstand 1998. Die Filiale Leinach der Sparkasse Mainfranken Würzburg war bereits 1973 als Zweigstelle der Kreissparkasse Würzburg eröffnet worden.
In Leinach bestand (Stand 1999) an Gewerbebetrieben unter anderem auch die Lampenfabrik H & H Leuchten und der Möbelhersteller Nagel & Salomon.

### Verkehr

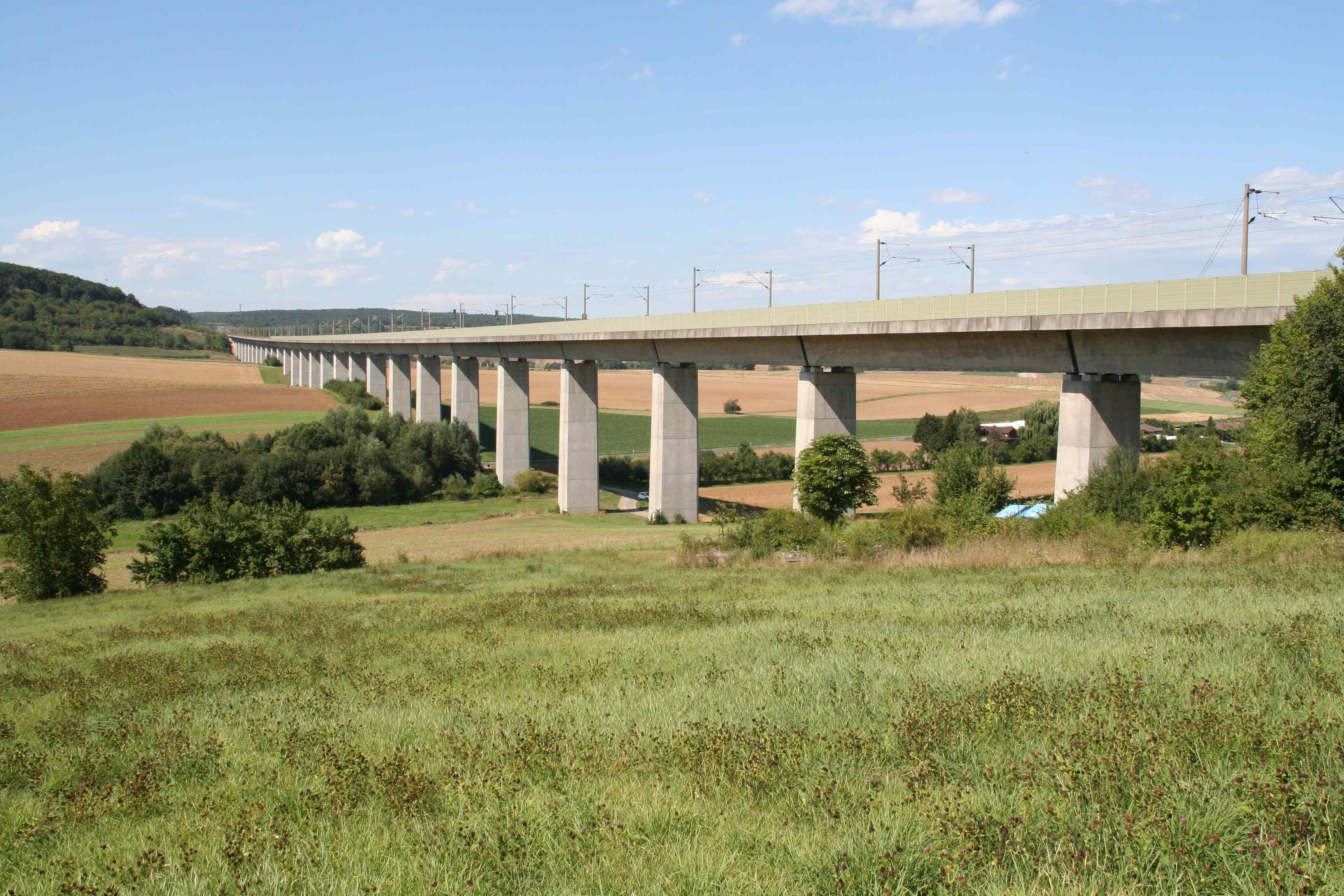
Leinachtalbrücke, vor 2007

Die Eisenbahn-Schnellfahrstrecke Hannover–Würzburg durchquert das Gemeindegebiet, u. a. mit der Bartelsgrabentalbrücke, der Leinachtalbrücke und dem 2235 m langen Espenlohtunnel, dem sich südlich der 1869 m lange Eichelbergtunnel anschließt.
Nach Würzburg fahren die Buslinien 521 und 522. Zudem unterstützt ein Bürgerbus den Linienverkehr. Bis 1970 verlief der Auto- und Busverkehr beider Leinach nach Würzburg über Zellingen, Retzbach und Veitshöchheim.

### Bildung
Es gibt folgende Einrichtungen (Stand: 2015):
- zwei Kindergärten (Oberleinach mit St. Elisabeth[D 76] und, seit 1993 am heutigen Standort in der Burkardus-Straße die Barbara Gram’sche Kinderstiftung,[20][D 77] Unterleinach) mit zusammen 150 Plätzen und 109 von 23 Personen betreuten Kindern
- eine 1988 bezogene, zwischen Ober- und Unterleinach am Kirchberg gelegene, Grundschule[D 78] mit 89 Schülern in vier Jahrgangsstufen, die von sechs hauptamtlichen Lehrkräften unterrichtet werden (Schuljahr 2020/21).[44] In der Schule wurde eine dem St. Michaelsbund Landesverband Bayern e. V. angeschlossene, 1991 eröffnete Öffentliche Bücherei eingerichtet, die erste nichtkirchliche nach einer von 1935 bis 1945 bestehenden.[45]

### Vereine
Der Obst- und Gartenbauverein Leinach wurde mit dem Pfarrer Karl König (Oberleinach) und dem Pfarrer Georg Vogel (Unterleinach) von Grundbesitzern aus Unterleinach und Oberleinach am 24. April 1904 im Gasthaus zum Lamm in Unterleinach als überörtlicher Verein gegründet und hatte 1999 240 Mitglieder. Der VdK-Sozialverband Leinach entstand aus den 1947 gegründeten Ortsverbänden Unterleinachs und Oberleinachs. Am 3. Februar 1951 wurde im Gasthaus zum Adler ein Ortsverband des Verbands der Heimkehrer gegründet. Eine Ortsgruppe Leinach des Bundes Naturschutz in Bayern e. V. wurde am 11. Mai 1984 von Peter Etthöfer gegründet und legte 1987 unter Peter Aloe, dem Vorsitzenden der Ortgruppe, das Feuchtbiotop am Siedelsbrunn („Züttelsbrünnle“), einer 1698 als „Südtels Bronn am Henig“ (an der Gemeindewaldung) bezeichneten Quelle in Unterleinach an. Im selben Jahr entstand der Katholische Deutsche Frauenbund Leinach.
In Leinach gibt es den in Unterleinach 1902 gegründeten Männergesangverein Frohsinn, der seit 1999 auch über einen Frauenchor verfügt, und seit 1907 den Gesangsverein Gemütlichkeit. Aus der 1977 als Jugendkapelle der Freiwilligen Feuerwehr Oberleinach gegründeten Kapelle ging 1982 die Musikkapelle Leinach hervor. 1994 wurde die Jugendfeuerwehr Leinach gegründet. Im Oktober 1998 wurde der Förderverein Julius-Echter-Kirche Unterleinach zum Erhalt der alten Pfarrkirche Allerheiligen gegründet.
Der bereits 1913 gegründete Elisabethenverein, der seitdem den Kindergarten St. Elisabeth unterhält, erhielt im Oktober 1982 auch die Trägerschaft der Caritas-Sozialstation St. Burkard. 1983 wurde der Johanniszweigverein Unterleinach zur Unterstützung der von der Caritas-Sozialstation St. Burkhard/Roßbrunn geleisteten häuslichen Krankenpflege gegründet.
Der Ortsverband Leinach der CSU entstand mit den Gründungen 1959 in Oberleinach und 1977 in Unterleinach. Die Ortsgruppe Leinach der SPD entstand am 27. Mai 1977 durch Zusammenschluss der Ortsgruppen von Ober- und Unterleinach. Im Jahr 1988 bildeten sich zwei Vereinsringe für die Vereine in den ehemaligen Oberleinach und Unterleinach, die sich bei der Organisation bestimmter Veranstaltungen abwechseln.

### Sport
Die Leinachtal-Halle mit Kegelbahn wurde 1980 als Mehrzweckhalle und Schulturnhalle) gebaut und 1981 eingeweiht. Die Schützengesellschaft Diana-Leinach wurde im April 1955 in Unterleinach, wo bereits im 17. Jahrhundert eine Schützentradition nachgewiesen ist, als Schützenverein gegründet. Der 1914 in Unterleinach gegründete Radfahrverein Frisch Auf Leinach e. V. bot ab 1983 auch das Kunstradfahren an, worin Heiko Hegwein bei der Deutschen Meisterschaft 1988 Platz 10 erreichte. Der FC Cosmos Leinach entstand 1983, der FC Blau-Weiß, der auch weitere Sportarten anbietet, wurde am 5. Februar 1949 in Unterleinach gegründet und erhielt 1981 ein Sportheim, der Tennis-Club Leinach, eine Abteilung der Spielvereinigung Oberleinach e. V., im Jahr 1985. Die Spielvereinigung stieg in der Saison 1984/1985 ebenso wie 1989/1990 in die Würzburger B-Klasse und 1994 in die A-Klasse auf. Seit 1998 arbeiten die Leinacher Sportvereine FC Blau-Weiß Unterleinach und die Spielvereinigung Oberleinach, die seit 1986 auch die Oberleinacher Fasenacht ausrichtet, besonders im Breitensport eng zusammen.

## Persönlichkeiten

### Ehrenbürger
- Josef Fischer (* 10. April 1896; † 31. August 1980), ab 1924 Lehrer in Unterleinach, Organist und Leiter des Gesangvereins Frohsinn, Träger des Bundesverdienstkreuzes am Bande.[D 100]
- Ewald Seelmann (* 18. Januar 1932), Verwaltungsbeamter, Musiker, Komponist und letzter Bürgermeister der Gemeinde Oberleinach, Gemeinderat in Oberleinach und Leinach, Ehrenbürger Leinachs ab 4. Dezember 1999.[D 101]
- Gerhard Weidauer († 28. Juni 1994), Unternehmer, Ehrenbürger ab Dezember 1988, von 1972 bis 1978 Zweiter Bürgermeister.[D 102]
- Andreas Oestemer, Erster Bürgermeister, Winzer und Weinbaupräsident, Stellvertreter von Landrat Waldemar Zorn,[D 103] Ehrenbürger ab Oktober 2002[29]

### Mit Leinach verbunden
- Karl Spiegel (1863–1920), Lehrer und Sagensammler, Entdecker des Unterleinacher Hügelgrabs
- Oswald von Nell-Breuning (1890–1991), Theologe, Jesuit und Sozialphilosoph, hielt sich zu Vorträgen im „Haus Bergfrieden“ und zur Abhaltung von Gottesdiensten sowie zur Erholung über einen Zeitraum von 17 Jahren häufig in Unterleinach auf[47]
- Franz Amrehn (1912–1981), Jurist und Politiker (CDU), besuchte um 1918 die Volksschule in Oberleinach
- Edith Thauer (* 1934), Pianistin und Musikprofessorin, lebt in Leinach

### In Leinach geboren
- Albert Franz (1947–2021), römisch-katholischer Theologe und Philosoph aus Unterleinach
- Thomas Franz (* 1962), römisch-katholischer Theologe aus Unterleinach, Leiter von Theologie im Fernkurs